# Antiga fàbrica del carrer Sant Rafael, 45 (Olot)
L'antiga fàbrica del carrer Sant Rafael, 45 era una obra d'Olot (Garrotxa) inclosa a l'Inventari del Patrimoni Arquitectònic de Catalunya.

## Descripció
Era una fàbrica entre mitgeres que consta de baixos, amb gran porta central d'entrada amb llinda datada l'any 1784 i una finestra a cada costat amb boniques reixes treballades amb les inicials JC i tres pisos superiors amb finestres distribuïdes simètricament. La façana havia estat estucada. El seu estat de conservació és ruïnós i està abandonada.

## Història
Durant el segle xvi la ciutat d'Olot viu uns moments de gran prosperitat, especialment durant la segona meitat del segle. Això atrau molts immigrants de remença, el que genera un notable creixement urbà. S'edifiquen el Carrer Major, el de Sant Rafael, els contorns del Firal i la Plaça Major. Durant la segona meitat del segle xix es tornen a fer grans construccions al carrer de Sant Rafael; s'enderroca el portal situat al final del carrer, es basteixen cases importants com Can Batlló i moltes d'altres són profundament renovades.